# Bill Pemberton
William McLane „Bill“ Pemberton (* 5. März 1918 in New York City; † 13. Dezember 1984 ebenda) war ein US-amerikanischer Jazz-Bassist.

## Leben und Wirken
Pemberton begann als Kind Geige zu spielen, bevor er mit 18 Jahren zum Kontrabass wechselte. In den 1940er Jahren arbeitete er in den Bands von Frankie Newton (1941–1945), Herman Chittison (1945–1947), Mercer Ellington, Eddie Barefield, Barbara Carroll, Eddie South, Lucky Millinder und Billy Kyle. In den 1950er Jahren war er zumeist als freischaffender Musiker tätig, arbeitete mit Swing-Musikern wie Art Tatum (1956) und gehörte 1957/58 der Fletcher Henderson Reunion Band an, obwohl er niemals mit Henderson selbst gespielt hatte. In den folgenden Jahren arbeitete er mit Buck Clayton, Sammy Price, Budd Johnson, Claude Hopkins und von 1966 bis 1969 mit Budd Johnson und Oliver Jackson im Quartett von Earl Hines. Als Sessionmusiker begleitete er auch Johnny Mathis (1956), Beverly Kenney, Lee Wiley und Jimmy Witherspoon.
Mit Johnson, Jackson und Dill Jones bildete er das kooperativ geleitete JPJ Quartet, das von 1969 bis 1975 bestand, auf dem Montreux Jazz Festival 1971 auftrat und mehrere Alben einspielte. Als Sessionmusiker im Umfeld des Mainstream Jazz spielte er außerdem mit Ruby Braff, Max Kaminsky, Vic Dickenson; 1979 bis 1983 gehörte er den Savoy Sultans von Panama Francis an. In den 1980er Jahren spielte er auch mit Doc Cheatham.

## Lexikalische Einträge
- Leonard Feather, Ira Gitler: The Biographical Encyclopedia of Jazz. Oxford University Press, New York 1999, ISBN 0-19-532000-X.